# Nana roja
Una nana roja -també, nana vermella- és un tipus d'estrella caracteritzada per ser petita i relativament freda, situada a l'extrem inferior dret de la seqüència principal i de tipus espectral K o M. La majoria d'estrelles són nanes roges i tenen un diàmetre i una massa inferior a un terç del Sol (si tenen masses menors a 0,08 masses solars, ja es consideren nanes marrons) i una temperatura superficial inferior a 3.500 K. A causa del baix ritme al què cremen el seu hidrogen, les nanes roges tenen vides molt llargues. Mai inicien la fusió de l'heli i, per tant, no poden convertir-se en gegants vermelles; en canvi, es contreuen lentament fins que se'n consumeix tot l'hidrogen. Totes les nanes roges es troben a la seqüència principal, ja que no ha passat prou de temps des del big-bang perquè la seva evolució les hagi desplaçades. Aquest fet, a més, és una evidència que l'univers té una edat finita.
Un misteri encara no resolt és l'aparent absència de nanes roges sense metalls (en astronomia, un metall és qualsevol element que no sigui l'hidrogen o l'heli). El big-bang prediu que la primera generació d'estrelles només estan formades per hidrogen, heli i liti. Si entre aquestes estrelles hi havia nanes roges, haurien de poder-se observar actualment, però no és així. L'explicació convencional és que sense elements pesants no es poden formar estrelles de massa petita i que les primeres estrelles foren totes de massa molt alta que, per tant, es consumiren ràpidament i generaren elements pesants per a les següents generacions d'estrelles.

## Definició
El terme "nana roja" quan s'utilitza per referir-se a una estrella, no te una definició estricta. Un dels usos més recents del terme data de 1915, utilitzat simplement per contrastar les estrelles nanes "roges" de les més calentes "blaves". El seu ús va ser establit, però la seva definició va romandre vaga. En termes de tipus espectrals atribuïts a les nanes roges, diferents investigadors han emprat diferents límits, per exemple K8-M5 o "més tardanes que K5". També s'ha emprat el terme nana M, abreujat en àngles com dM, però de vegades el terme nana roja ha inclòs també estrelles de tipus espectral K.
En la utilització moderna, la definició de nana roja encara varia. Quan es defineix de forma explicita, típicament inclou estrelles tipus K tardanes i tipus M primerenques i mitjanes, però en molts casos la classificació es cenyeix a les estrelles tipus M. En alguns casos, totes les estrelles tipus K s'inclouen com a nanes roges, i ocasionalment, fins i tot s'hi inclouen estrelles més primerenques.
Els catalogats més recents atribueixen els tipus espectrals L2 i L3, a les estrelles de seqüència principal més fredes. Al mateix temps, multiples objectes més freds que M6 o M7 son nanes marrons, amb una massa insuficient com mantenir una fusió d'hidrogen-1 sostinguda. Aquest fet dona una superposició significativa als tipus espectrals assignats a les nanes roges i marrons. Objectes en aquest rang espectral poden ser difícils de categoritzar.